# Grudziądz (gmina)
Grudziądz est une gmina rurale du powiat de Grudziądz, Couïavie-Poméranie, dans le centre-nord de la Pologne. Son siège est la ville de Grudziądz, bien qu'elle ne fasse pas partie du territoire de la gmina.
La gmina couvre une superficie de 166,93 km2 pour une population de 10 359 habitants.

## Géographie
La gmina est bordée par la ville de Grudziądz et les gminy de Chełmno, Dragacz, Gruta, Nowe, Płużnica, Radzyń Chełmiński, Rogóźno, Sadlinki et Stolno.